# Saint-Martin-lès-Langres
Saint-Martin-lès-Langres – miejscowość i gmina we Francji, w regionie Grand Est, w departamencie Górna Marna.
Według danych na rok 1990 gminę zamieszkiwało 66 osób, a gęstość zaludnienia wynosiła 18 osób/km².